# Sincik (district)
Sincik is een Turks district in de provincie Adıyaman en telt 21.335 inwoners (2007). Het district heeft een oppervlakte van 461,4 km².
De bevolkingsontwikkeling van het district is weergegeven in onderstaande tabel.
| 1997   | 2000   | 2007   |
| ------ | ------ | ------ |
| 22.155 | 21.828 | 21.335 |